# مورچه‌های انتحاری
مورچه‌های انتحاری یا کلوبوپسیس (انگلیسی: Colobopsis) یک جنس یا سرده از مورچه در زیرخانواده موریان (زیرخانواده) است. این جنس اولین بار در سال ۱۸۶۱ توسط مایر توصیف شد و شامل ۹۵ گونه است.